# Richard Hildebrandt
Richard Hildebrandt est un officier supérieur de la SS né à Worms le 13 mars 1897, condamné à mort et exécuté à Gdańsk le 13 mars 1951.

## Carrière dans la SS
Engagé volontaire en 1915, il adhère au NSDAP en 1922 et participe au Putsch de Munich. Il adhère à la SS en 1931 et exerce rapidement des responsabilités importantes dans ce corps. 
Il est élu au Reichstag à partir de novembre 1933 ; régulièrement réélu, il est député jusqu'en 1945.
Nommé en 1939, HSSPF du Gau de Dantzig-Prusse Occidentale, il cumule ces fonctions avec celles de chef SS du secteur de la Vistule. À ce titre, il est responsable du camp du Stutthof.
Le 20 avril 1943, il est nommé à la tête du RuSHA, puis en décembre 1943, il est nommé Höherer der SS und Polizeiführer de la Mer Noire, poste qu'il occupe jusqu'en septembre 1944. Enfin, le 17 mars 1945, il est affecté dans les Balkans, nommé Höherer der SS und Polizeiführer des territoires encore contrôlés par le Reich à cette date.

## Après guerre
Arrêté à Wiesbaden la veille de Noël 1945, il est accusé au procès du RuSHA, puis est condamné en Pologne à la peine de mort. Il est pendu le 13 mars 1951.